# Cactusparkiet
De cactusparkiet (Eupsittula cactorum; synoniem: Aratinga cactorum) is een vogel uit de familie Psittacidae (papegaaien van Afrika en de Nieuwe Wereld).

## Verspreiding en leefgebied
Deze soort is endemisch in oostelijk Brazilië en telt twee ondersoorten:
- E. c. caixana: noordoostelijk Brazilië.
- E. c. cactorum: het oostelijke deel van Centraal-Brazilië.

## Status
De grootte van de populatie is niet gekwantificeerd maar de soort wordt omschreven als vrij algemeen. Op de Rode lijst van de IUCN heeft deze soort de status niet bedreigd.